# Eta Carinidy
eta Carinidy (η Carinidy, ECR) – rój meteorów aktywny od 14 do 27 stycznia. Jego radiant znajduje się w gwiazdozbiorze Kila w pobliżu gwiazdy eta Carinae. Maksimum roju przypada 21 stycznia.
Rój ten został zaobserwowany po raz pierwszy w 1961 roku przez C.S. Nilsona z Uniwersytetu w Adelajdzie w Australii za pomocą odbicia fal radiowych.